# 学校法人昌平学園
学校法人昌平学園（がっこうほうじんしょうへいがくえん）は埼玉県北葛飾郡杉戸町に法人本部をおく学校法人。

## 沿革
- 1991年 - 学校法人北山学園を創立、ろりぽっぷ幼稚園を埼玉県岩槻市（現・さいたま市岩槻区）に開設
- 2006年 - 学校法人昌平学園に改称
- 2007年 - 学校法人純真学園より昌平高等学校を承継、設置
- 2010年 - 昌平中学校設置

## 設置校
- 昌平高等学校（埼玉県北葛飾郡杉戸町）
- 昌平中学校（埼玉県北葛飾郡杉戸町）
- ろりぽっぷ幼稚園（埼玉県さいたま市岩槻区）

## 歴代理事長
- 北山雅史
- 高橋誠
- 近藤好紀
- 横田保美
- 福田正勝